# Лубиан, Марина
Марина Лубиан (итал. Marina Lubian; род. 11 апреля 2000, Монкальери, провинция Турин, область Пьемонт, Италия) — итальянская волейболистка, центральная блокирующая. Олимпийская чемпионка 2024.

## Биография
Родилась в спортивной семье. Отец — ватерполист, мать — волейболистка. В детстве Марина занималась художественной гимнастикой, но в итоге выбрала волейбол. До 2016 года играла за команду «Лиллипут» (Сеттимо-Торинезе) из серии А2 чемпионата Италии. В 2016—2019 выступала за «Клуб Италия», являвшуюся базовой для юниорской и молодёжной сборных страны и в которой дебютировала в серии А1 итальянского чемпионата. В 2019—2022 играла за «Савино Дель Бене» из Скандиччи, в составе которой в 2022 году стала обладателем Кубка вызова ЕКВ.
В 2022 заключила контракт с ведущей командой страны — «Имоко Воллей» из Конельяно. В её составе по 3 раза выигрывала чемпионат, Кубок и Суперкубок Италии, дважды побеждала в Лиге чемпионов ЕКВ и дважды становилась победителем клубных чемпионатов мира.
В 2015—2019 Лубиан играла за юниорскую и молодёжную сборные Италии. Двукратная чемпионка мира среди девушек (2015, 2017). В 2018 году дебютировала в национальной сборной страны в розыгрыше Лиги наций. В составе национальной команды стала олимпийской чемпионкой 2024, двукратным призёром чемпионатов мира, двукратным победителем Лиги наций.

### Клубная карьера
- 2015—2016 —  «Лиллипут» (Сеттимо-Торинезе);
- 2016—2019 —  «Клуб Италия» (Рим);
- 2019—2022 —  «Савино Дель Бене» (Скандиччи);
- с 2022 —  «Имоко Воллей» (Конельяно).

## Достижения

### Со сборными Италии
- Олимпийская чемпионка 2024
- серебряный (2018) и бронзовый (2022) призёр чемпионатов мира.
- двукратная чемпионка Лиги наций — 2022, 2024.
- серебряный призёр чемпионата мира среди молодёжных команд 2019.
- двукратная чемпионка мира среди девушек — 2015, 2017.
- серебряный призёр чемпионата Европы среди девушек 2017.

### С клубами
- 3-кратная чемпионка Италии — 2023, 2024, 2025.
- 3-кратный победитель розыгрышей Кубка Италии — 2023, 2024, 2025.
- 3-кратный обладатель Суперкубка Италии — 2022, 2023, 2024.

- двукратный победитель Лиги чемпионов ЕКВ — 2024, 2025.
- двукратная чемпионка мира среди клубных команд — 2022, 2024.

### Индивидуальные
- 2023: лучшая центральная блокирующая (одна из двух) чемпионата Италии.
- 2023: лучшая центральная блокирующая (одна из двух) чемпионата Европы.
- 2025: лучшая центральная блокирующая (одна из двух) Лиги чемпионов ЕКВ.